# 350 (numero)
Trecentocinquanta (350) è il numero naturale dopo il 349 e prima del 351.

## Proprietà matematiche
- È un numero pari.
- È un numero composto.
- È un numero abbondante.
- È un numero palindromo nel sistema di numerazione posizionale a base 12 (252).
- È parte delle terne pitagoriche (98, 336, 350), (120, 350, 370), (210, 280, 350), (350, 576, 674), (350, 840, 910), (350, 1200, 1250), (350, 4368, 4382), (350, 6120, 6130), (350, 30624, 30626).
- È un numero nontotiente (per cui la equazione φ(x) = n non ha soluzione).
- È un numero congruente.
- È un numero semiperfetto primitivo.

## Astronomia
- 350 Ornamenta è un asteroide della fascia principale del sistema solare.

## Astronautica
- Cosmos 350 è un satellite artificiale russo.